# György Kalmár
György Kalmár (1913 – 1986) è stato un calciatore ungherese, di ruolo attaccante.

## Carriera
Fu capocannoniere del campionato ungherese nel 1942.

## Palmarès

### Club

#### Club
- Campionato svizzero: 1

Losanna: 1931-1932

#### Individuale
- Capocannoniere del campionato ungherese: 1

1941-1942 (35 gol)